# Conflits inter-chrétiens au Liban
Guerre du Liban
Les conflits inter-chrétiens au Liban étaient des sous-conflits entre des milices chrétiennes ou laïcs mais fortement composées de chrétiens pendant la guerre civile libanaise. Elle implique les forces chrétiennes phénicianistes aux forces chrétiennes pro-syriennes.

## Histoire
En 1977, les relations au sein du Front libanais se tendent entre les Phalanges libanaises et ses proches alliés du Mouvement Marada. Cela fait suite à une décision des Phalanges d'essayer de s'allier avec Israël, ce que les Maradas, alliés de longue date de la Syrie et antisionistes, refusent catégoriquement.
C'est alors que des affrontements réguliers entre les phalanges de Bachir Gemayel et la Brigade Marada sont rapportés. Cette séparation au sein du Front libanais envenime les relations envers les anciens alliés, notamment les Kataëb, qui essayent d'empiéter sur les zones tenues par les maradas, ce qui entrainera la mort de Joud al-Bayeh, assassinés par plusieurs maradas, et entraînera au mois de juin cette même année 1978 un raid des FL sur Zghorta et Ehden, bastions des Marada. Le plan initial, ordonné par Bachir Gemayel, était d'arrêter ceux qui avaient assassiné al-Bayeh. On savait qu'ils se cachaient dans la résidence d'été de Frangié à Ehden, mais aurait dégénéré dans le feu de l'action, Tony Frangié, sa femme Vera et sa fille Jihane ainsi que 35 personnes seront tués lors de cette attaque surprise contre 10 combattants du FL. Cette évènement est connu sous le nom de Massacre d'Ehden.
Ce massacre a incité les maradas et la famille Frangié à s'allier avec les ennemis libanais des Phalanges libanaises notamment le mouvement national libanais. En représailles, environ une centaine de phalangistes sont massacrés par les maradas dans les jours suivant et les autres forcés à fuir où à se cacher, une autre intervention mènera au Massacre de Qaa, mené par les forces armées syriennes sur ordre de Rifaat el-Assad, dans le but de venger Tony Frangié.
Dans la même période, Bachir Gemayel essaie d'intégrer de forces les milices chrétiennes au sein des Forces libanaises (FL) en abolissant les anciennes milices. De ce fait, cette politique mènera à des massacres inter-chrétiens jusqu'en 1980, date à laquelle la Milice des Tigres de Dany Chamoun est intégrée de force aux FL. Cela va également donner naissance aux Tigres libres, qui n'acceptent pas l'intégration au sein des FL. Les Tigres libres ont attaqué à plusieurs reprises des représentations américaines au Liban pour discréditer les FL et ont été protégé par l'armée syrienne,.
Au même moment, l'organisation des Aigles de la tornade (composée de beaucoup de chrétiens orthodoxes et maronites avec une forte composante musulmane chiite) liés au Parti social nationaliste syrien (PSNS) laïc s'organise à la suite de l'invasion du Liban par les troupes israéliennes via le sud du pays. C'est à ce moment précis que le Front national libanais de la résistance remplace le Mouvement national libanais, dont le PSNS puis la Brigade Marada, vont intégrer.
Le 14 septembre 1982 Habib Chartouni, un militant social-nationaliste de confession maronite, fait exploser sa bombe artisanale située dans l'appartement de sa soeur, tuant Bachir Gemayel et 25 autres phalangistes. Le motif de l'attentat était la collaboration ouverte entre les Phalanges libanaises et Israël.
Par la suite, les Phalanges libanaises sont dirigées par Fadi Frem puis par Fouad Abou Nader entre 1982 et 1985, les forces sont globalement unifiées, jusqu'à l'éviction d'Abou Nader et la prise de fonction d'Elie Hobeika. Le 12 mars 1985, Samir Geagea, Elie Hobeika et Karim Pakradouni se rebellent contre le commandement d'Abou Nader, apparemment pour ramener les Forces libanaises sur leur chemin d'origine. Elie Hobeika prend alors la direction des FL. Toutefois, les relations avec Samir Geagea se tendent, Hobeika se rapprochait des syriens et a fini par signer un accord tripartite parrainé par la Syrie et visant à mettre fin à la guerre civile libanaise.
En décembre 1985, Hobeika a signé au nom des FL un accord avec le gouvernement syrien, le Parti socialiste progressiste druze (PSP) dirigé par Walid Joumblatt et le mouvement musulman chiite Amal dirigé par Nabih Berri, connu sous le nom d'Accord tripartite. L’une des pierres angulaires de l’accord était le démantèlement des milices libanaises de toutes les factions. Il prévoyait également d'initier des changements politiques qui mettraient fin à la domination sectaire sur le parlement et l'armée libanaise.
Au sein des FL, il y a eu un différend sur l'opportunité de conserver des liens avec Israël et sur la manière de réagir aux négociations parrainées par la Syrie pour mettre fin aux combats. Hobeika était opposé à la conservation des liens existants avec Israël. En octobre 1985, tandis que des négociations étaient en cours, des escarmouches ont eu lieu entre les partisans de Geagea et les partisans de Hobeika, où les partisans de Hobeika ont tenté de soudoyer les partisans de Geagea pour qu'ils trahissent Geagea. Samir Geagea et le président Amine Gemayel ont décidé de ne pas accepter l'accord tripartite et les FL de Geagea attaquent les partisans de Hobeika, dans l'objectif de mener un coup de force interne au sein des FL en faveur. Ce qu'ils parviendront en Janvier 1986 à faire avec l'expulsion d'Hobeika et la création de la formation dissidente des Forces libanaises – Commandement Exécutif qui s'allient aux forces armées syriennes.